# Linea di successione al trono di eSwatini

Lo stendardo reale dell'eSwatini

Lo stemma della monarchia dell'eSwatini

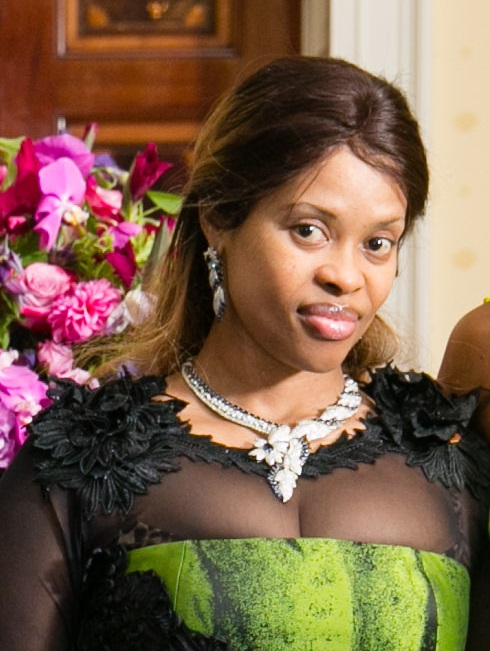
Inkhosikati LaMbikiza

Poiché in eSwatini è permessa la poligamia e il sovrano ha più mogli, la linea di successione al trono dell'eSwatini è stabilita da uno speciale consiglio chiamato Liqoqo, che decide quale delle mogli è la "grande sposa" e la "indlovukazi". Il figlio di questa "grande sposa" diventerà automaticamente il futuro re. 
La "grande sposa" deve essere di buon carattere, che influenza e determina la possibilità di salire al trono del figlio. Secondo la cultura dell'eSwatini, la "grande sposa" non può avere il nome da nubile di Nkhosi-Dlamini e non deve essere una moglie rituale.
Il sovrano attuale, Mswati III di eSwatini, ha 14 mogli e 23 figli. Le prime due sono mogli rituali, e per questo i loro figli sono esclusi dalla successione. La prima moglie deve essere un membro del clan Matsebula, la seconda del clan Motsa. Secondo la tradizione, il re si può sposare solo dopo che la candidata moglie sia incinta, dimostrando così che può avere figli.

## Mogli e figli di Mswati III
- Inkhosikati LaMatsebula, moglie rituale.
  - Figlio: principe Sicalo (1987).
  - Figlio: principe Maveletiveni.
- Inkhosikati LaMotsa, moglie rituale.
  - Figlio: principe Majahonkhe (1991).
  - Figlio: principe Buhlebenkhosi (1997).
  - Figlio: principe Lusuku.
  - Figlio: principe Sinawonkhe.
- 1986 Inkhosikati LaMbikiza.
  - Figlia: principessa Sikhanyiso Dlamini (1987).
  - Figlio: principe Lindani Dlamini (1989).
  - Figlio: principe Makhosini "Omari" Dlamini (nato nel 1991 da Sua Altezza Reale la Principessa Phindiwe Rita Dlamini, posto sotto la tutela di LaMbikiza nel 2006).
- Inkhosikati LaNgangaza.
  - Figlia: principessa Temaswati Dlamini (1988).
  - Figlia: principessa Tiyandza Dlamini (1992).
  - Figlia: principessa Tebukhosi Dlamini (1994).
  - Figlia: principessa Wesive Mazwelulu Dlamini (2012).
- Putsoana Hwala, conosciuta come Inkhosikati LaHwala.
  - Figlio: principe Bandzile (1990).
  - Figlia: principessa Temashayina Sibahle (1996).
- Delisa Magwaza, conosciuta come Inkhosikati LaMagwaza.
  - Figlia: principessa Temtsimba Dlamini (1992).
  - Figlia: principessa Sakhizwe Dlamini (1999).
- Dicembre 1998 Inkhosikati LaGija.
  - Figlia: principessa Nkhosiyenzile (2003).
- Agosto 2000 Inkhosikati LaMasango (luglio 1981 - 6 aprile 2018).
  - Figlia: principessa Sentelweyinhosi (2000).
  - Figlia: Principessa Sibusisezweni (2003).
- Giugno 2002 Inkhosikati LaMagongo.
  - Figlio: principe Mcwasho (2002).
- Novembre 2002 Inkhosikati LaMahlangu.
  - Figlio: principe Saziwangaye (2004).
  - Figlia: principessa Lomabheka (2013).
- Maggio 2005 Inkhosikati LaNtentesa.
  - Figlia: principessa Sabusiswa Dlamini (2012).
- 11 giugno 2005 Inkhosikati LaDube (6 febbraio 1988 - 7 marzo 2019)[1].
  - Figlia: principessa Makhosothando (2005).
  - Figlio: principe Betive (2007).
  - Figlia: principessa Mahemalanini Temave (2009).
- 14 aprile 2007 Inkhosikati LaNkambule.
  - Figlia: principessa Sihlalosemusa (2007).
  - Figlia: principessa Nikudumo (2009).
  - Figlia: principessa Mphilwenhle (2012).
  - Figlio: principe Mehluli (2014).
  - Figlia: principessa Mpandzese (2018).
  - Figlia: principessa Lomchele (2019).
- 30 agosto 2014 Inkhosikati LaFogiyane.
  - Figlia: principessa Ntsandvweni (2015).
  - Figlia: principessa Nolikhwa (2017).
- 2019 Inkhosikati LaMashwama.
  - Figlio: principe  Mkhandlowenkhosi  (2021).
- 2024 Inkhosikati LaZuma. Selezionata all'Umhlanga del 2024, è la figlia dell'ex presidente sudafricano Jacob Zuma e Nonkululeko Mhlongo. Attualmente non ha figli con il re.